# Liste der Distanzsteine im Landkreis Mansfeld-Südharz
Die Liste der Distanzsteine im Landkreis Mansfeld-Südharz umfasst alle Distanzsteine im Landkreis Mansfeld-Südharz.

## Allgemeines
Im Landkreis Mansfeld-Südharz sind folgende verschiedene Distanzsteintypen vorhanden:
- preußischer Meilenstein
- anhaltischer Meilenstein
- Kilometerstein
- Wegweisersäule (auch wenn diese nicht immer eine Distanzangabe enthielten).

## Meilensteine
| Artikel                  | Denkmal-ID          | Ausweisungsart            | Lage | Beschreibung                   | Kommune                    | Ort                  | Bild |
| ------------------------ | ------------------- | ------------------------- | --- | ------------------------------ | -------------------------- | -------------------- | ---- |
| Meilenstein Aseleben     | 094 08076           | Kleindenkmal              | B 80 – ehemalige preußische Chaussee Berlin–Kassel                                                                 | preußischer Ganzmeilenstein    | Seegebiet Mansfelder Land  | Aseleben             |      |
| Meilenstein Aseleben     | 094 16109           | Kleindenkmal              | B 80 | preußischer Viertelmeilenstein | Seegebiet Mansfelder Land  | Aseleben             |      |
| Meilenstein Blankenheim  |                     | Kleindenkmal              | L 151 – ehemalige preußische Chaussee Berlin–Kassel                                                                | preußischer Halbmeilenstein    | Mansfelder Grund-Helbra    | Blankenheim          |      |
| Meilenstein Berga        |                     | Kleindenkmal              | L 151 – ehemalige preußische Chaussee Berlin–Kassel                                                                | preußischer Viertelmeilenstein | Goldene Aue                | Berga                |      |
| Meilenstein Berga        |                     | Kleindenkmal              | L 151 – ehemalige preußische Chaussee Berlin–Kassel                                                                | preußischer Ganzmeilenstein    | Goldene Aue                | Berga                |      |
| Meilenstein Eisleben     |                     | Kleindenkmal              | Auf dem Kronenfriedhof Eisleben ehemaliger Standort war an der L 151 – ehemalige preußische Chaussee Berlin–Kassel | preußischer Ganzmeilenstein    | Lutherstadt Eisleben       | Lutherstadt Eisleben |      |
| Meilenstein Emseloh      | 094 80308           | Kleindenkmal              | L 151 – ehemalige preußische Chaussee Berlin–Kassel                                                                | preußischer Ganzmeilenstein    | Allstedt                   | Emseloh              |      |
| Meilenstein Emseloh      |                     | Kleindenkmal              | L 151 – ehemalige preußische Chaussee Berlin–Kassel                                                                | preußischer Viertelmeilenstein | Allstedt                   | Emseloh              |      |
| Meilenstein Helfta       | 094 16133           | Kleindenkmal              | L 151 – ehemalige preußische Chaussee Berlin–Kassel                                                                | preußischer Viertelmeilenstein | Eisleben                   | Helfta               |      |
| Meilenstein Helfta       | 094 16114           | Kleindenkmal              | L 151 – ehemalige preußische Chaussee Berlin–Kassel                                                                | preußischer Ganzmeilenstein    | Lutherstadt Eisleben       | Helfta               |      |
| Meilenstein Lüttchendorf | 094 15927           | Kleindenkmal              | B 80 – ehemalige preußische Chaussee Berlin–Kassel                                                                 | preußischer Halbmeilenstein    | Seengebiet Mansfelder Land | Lüttchendorf         |      |
| Meilenstein Lüttchendorf | 094 10217           | Kleindenkmal              | B 80 – ehemalige preußische Chaussee Berlin–Kassel                                                                 | preußischer Viertelmeilenstein | Seengebiet Mansfelder Land | Lüttchendorf         |      |
| Meilenstein Sandersleben | 094 66026           | Kleindenkmal              | L 72 | anhaltischer Ganzmeilenstein   | Arnstein                   | Sandersleben         |      |
| Meilenstein Seeburg      | 094 16108 428300539 | Kleindenkmal Bodendenkmal | L 2080 | preußischer Halbmeilenstein    | Seegebiet Mansfelder Land  | Seeburg              |      |
| Meilenstein Wimmelburg   | 094 16117           | Kleindenkmal              | L 151 – ehemalige preußische Chaussee Berlin–Kassel                                                                | preußischer Viertelmeilenstein | Mansfelder Grund-Helbra    | Wimmelburg           |      |
| Meilenstein Wimmelburg   | 094 16115           | Kleindenkmal              | L 151 – ehemalige preußische Chaussee Berlin–Kassel                                                                | preußischer Viertelmeilenstein | Mansfelder Grund-Helbra    | Wimmelburg           |      |
| Meilenstein Wimmelburg   | 094 08227           | Kleindenkmal              | L 151 – ehemalige preußische Chaussee Berlin–Kassel                                                                | preußischer Ganzmeilenstein    | Mansfelder Grund-Helbra    | Wimmelburg           |      |

## Kilometersteine
| Artikel                                         | Denkmal-ID | Ausweisungsart | Lage                                                                   | Beschreibung                  | Kommune                   | Ort              | Bild |
| ----------------------------------------------- | ---------- | -------------- | ---------------------------------------------------------------------- | ----------------------------- | ------------------------- | ---------------- | ---- |
| Kilometerstein Oberröblingen (See)              |            |                | Bahnstrecke Halle–Hann. Münden, östlich von Oberröblingen (See)        | Eisenbahn-Kilometerstein 25,3 | Seegebiet Mansfelder Land | Röblingen am See |      |
| Kilometerstein Oberröblingen (See)              |            |                | Bahnstrecke Halle–Hann. Münden, südöstlich von Oberröblingen (See)     | Eisenbahn-Kilometerstein 25,5 | Seegebiet Mansfelder Land | Röblingen am See |      |
| Kilometerstein Bahnübergang Oberröblingen (See) |            |                | Bahnstrecke Halle–Hann. Münden, am Bahnübergang Oberröblingen (See)    | Eisenbahn-Kilometerstein 26,5 | Seegebiet Mansfelder Land | Röblingen am See |      |
| Kilometerstein Bahnhof Oberröblingen (See)      |            |                | Bahnstrecke Halle–Hann. Münden, am Bahnhofsgebäude Oberröblingen (See) | Eisenbahn-Kilometerstein 26,7 | Seegebiet Mansfelder Land | Röblingen am See |      |
| Kilometerstein Bahnübergang Stedten             |            |                | Bahnstrecke Röblingen–Vitzenburg, am Bahnübergang Stedten              | Eisenbahn-Kilometerstein 2,5  | Seegebiet Mansfelder Land | Stedten          |      |

## Wegweisersäulen
| Artikel                    | Denkmal-ID | Ausweisungsart | Lage | Beschreibung   | Kommune                   | Ort              | Bild |
| -------------------------- | ---------- | -------------- | --- | -------------- | ------------------------- | ---------------- | ---- |
| Wegweiser Ahlsdorf         | 107 40130  | Kleindenkmal   | Annaröder Straße, westlich von Ahlsdorf.                                                                 | Wegweiserstein | Mansfelder Grund-Helbra   | Ahlsdorf         |      |
| Wegweiser Annarode         | 094 65632  | Kleindenkmal   | südlich von Annarode, an der Straße nach Blankenheim; Wald-Feldweg zwischen Kohlenstraße und Hergisdorf. | Wegweiserstein | Mansfeld                  | Annarode         |      |
| Wegweiser Augsdorf Nord    | 094 65400  | Kleindenkmal   | An der K 2321 Siersleben-Helmsdorf, Abzweig Augsdorf.                                                    | Wegweiserstein | Gerbstedt                 | Augsdorf         |      |
| Wegweiser Augsdorf West    | 094 65417  | Kleindenkmal   | Westlich des Ortes an der Straße nach Siersleben.                                                        | Wegweiserstein | Gerbstedt                 | Augsdorf         |      |
| Wegweiser Blumerode        | 094 65940  | Kleindenkmal   | Nördlicher Ortsausgang.                                                                                  | Wegweiserstein | Mansfeld                  | Blumerode        |      |
| Wegweiser Dederstedt       | 094 65624  | Kleindenkmal   | Etwa auf halbem Weg zwischen Schochwitz nach Dederstedt auf einer Anhöhe.                                | Wegweiserstein | Seegebiet Mansfelder Land | Dederstedt       |      |
| Wegweiser Erdeborn         | 107 40121  | Kleindenkmal   | L 223, Abzweig K 2270 Richtung Alberstedt.                                                               | Wegweiserstein | Seegebiet Mansfelder Land | Erdeborn         |      |
| Wegweiser Gorenzen         | 094 65832  | Kleindenkmal   | Hauptstraße an der Hausecke Nr. 13, Ortsausgang Richtung Norden.                                         | Wegweiserstein | Mansfeld                  | Gorenzen         |      |
| Wegweiser Hedersleben Ost  | 107 40122  | Kleindenkmal   | L 160 östlich von Hedersleben, Abzweig Dederstedt.                                                       | Wegweiserstein | Lutherstadt Eisleben      | Hedersleben      |      |
| Wegweiser Hedersleben West | 107 40120  | Kleindenkmal   | L 160, westlich Hedersleben, Abzweig nach Wormsleben.                                                    | Wegweiserstein | Lutherstadt Eisleben      | Hedersleben      |      |
| Wegweiser Klosterrode      | 094 84494  | Kleindenkmal   | Dorfstraße Nr. 43.                                                                                       | Wegweiserstein | Mansfelder Grund-Helbra   | Klosterrode      |      |
| Wegweiser Kreisfeld        | 107 40131  | Kleindenkmal   | Blankenheimer Straße.                                                                                    | Wegweiserstein | Mansfelder Grund-Helbra   | Kreisfeld        |      |
| Wegweiser Polleben         | 107 40117  | Kleindenkmal   | L 151, Mansfelder Weg.                                                                                   | Wegweiserstein | Lutherstadt Eisleben      | Polleben         |      |
| Wegweiser Pölsfeld         |            | Kleindenkmal   | An Wegkreuzung südöstlich vom Ort.                                                                       | Wegweiserstein | Allstedt                  | Pölsfeld         |      |
| Wegweiser Rothenschirmbach | 107 40124  | Kleindenkmal   | Alte Hauptstraße, beim Kriegerdenkmal Ecke Sittichenbacher Straße.                                       | Wegweiserstein | Lutherstadt Eisleben      | Rothenschirmbach |      |
| Wegweiser Sylda Ost        | 094 65135  | Kleindenkmal   | Östlich von Sylda an der Straße nach Quenstedt.                                                          | Wegweiserstein | Arnstein                  | Sylda            |      |
| Wegweiser Sylda West       | 094 65639  | Kleindenkmal   | Harzweg westlicher Ortsrand.                                                                             | Wegweiserstein | Arnstein                  | Sylda            |      |
| Wegweiser Ulzigerode Nord  | 094 65143  | Kleindenkmal   | Nordöstlich des Ortes.                                                                                   | Wegweiserstein | Arnstein                  | Ulzigerode       |      |
| Wegweiser Ulzigerode Süd   | 094 65638  | Kleindenkmal   | Zwei Kilometer südwestlich von Ulzigerode am Weg nach Pansfelde.                                         | Wegweiserstein | Arnstein                  | Ulzigerode       |      |
| Wegweiser Walbeck          | 094 65640  | Kleindenkmal   | Lindenberg.                                                                                              | Wegweiserstein | Hettstedt                 | Walbeck          |      |
| Wegweiser Wimmelburg       | 107 40118  | Kleindenkmal   | L 151 Blankenheimer Berg, neben historischem Wasserdurchlass von 1826.                                   | Wegweiserstein | Mansfelder Grund-Helbra   | Wimmelburg       |      |
| Wegweiser Winkel           | 094 83777  | Kleindenkmal   | Südlich vom Ort.                                                                                         | Wegweiserstein | Allstedt                  | Winkel           |      |